# Ли Миглин
Лее Алберт Миглин (12. јули 1924. - 4. мај 1997) био је амерички инвеститор за некретнине, пословни тајкун и филантроп.

## Биографија
Миглин је био једно од осморо деце рођене у католичкој породици литванског порекла; његов отац је био главни Илиноис рудар.  
Миглин је започео своју каријеру продајући сребрнину од врата до врата и палачинке од пртљажника свог аутомобила.  Године 1956, са 31 годином, започео је каријеру некретнина, запослио се као посредник у чикашком магнату Артхур Рублофф . 
Миглин је постао успешан инвеститор у партнерству са Ј. Паул Беитлер-ом. Они су предложили изградњу небодера од 125 спратова у Чикагу, Миглин-Беитлер Скинеедле ; међутим, зграда никада није изграђена. 

### Убиство
Миглин је убијен 4. маја 1997. године од стране убице Андреја Цунанана . Миглиново тело пронађено је у гаражи његове куће у историјској четврти Голд Цоаст у Чикагу. Био је везан око зглобова на рукама, а глава му је била везана траком, са малим простором за дисање испод ноздрва. Био је мучен тестером и шрафцигером, ребра су му била сломљена, био је пребијен и избоден, а грло му је било посечено мотиком.   
Цунанан је већ био тражен у Миннеаполису због убиства свог пријатеља Јеффреиа Траила, 28, и бившег љубавника Давида Мадсона, 33, неколико дана раније.  9. маја 1997. Цунанан је убио 45-годишњег Виллиама Реесеа, чувара Финског националног гробља у Пеннсвиллу, Нев Јерсеи , а затим је угасио Миглинов Лекус и украо Ризин црвени камион. После убиства Миглина, ФБИ је додао Цунанана на листу десет најтраженијих бегунаца .
Цунанан је такође убио италијанског модног дизајнера Ђанија Версачеа 15. јула 1997. године, два месеца после убиства Миглин. Цунанан је извршио самоубиство, пуцњем у главу, 23. јула 1997. године.

## Живот
Године 1959. Миглин се оженио 20-годишњом Марилин Клецком, која је била чешког порекла и, попут Миглина, римокатолика.  Клецка, успешна предузетница познатија као Краљица шминке, основала је истакнуту парфемску и козметичку компанију и била је позната  на мрежи Хоме Схоппинг .  У време Миглиновог убиства, они су били у браку 38 година.  Имали су двоје деце: Марлену (рођену 1968) и глумца Дук Миглина (рођеног 1971). 

## Популарна култура
Друга сезона антологијске телевизијске серије Амеркцан Цриме Стори : Тхе Ассассинатион оф Гианни Версаце описала је Цунанан Спрее и укључивала појављивања Миглина, коју је представио Мике Фаррелл .  Овај портрет је базиран на Вулгар Фаворс: Ендру Цунанан, Гианни Версаце и највећем пропалом у историји САД Мауреен Ортх, који је нагађао да је Миглин можда био затворен геј или бисексуалан мушкарац у тајној вези са Цунананом.